# ثوینی بن سعید
ثوینی بن سعید (۱۸۲۰–۱۸۶۶)، سلطان مسقط و عمان از سال ۱۸۵۶ تا ۱۸۶۶ میلادی بود که در ۱۸۶۶ کشته شد.

## زندگی
ثوینی بن سعید در ۱۸۲۰ میلادی در عمان، زاده شد. در سنین جوانی به دستور پدرش والی زنگبار شد و بعد از وفات پدرش بر مسند حکم نشست و در سال ۱۸۶۶ میلادی در شهر صحار به قتل رسید.